# Valdemir Ferreira dos Santos
Valdemir Ferreira dos Santos (Nova Canaã, 30 de março de 1960), é um bispo católico brasileiro. É o sétimo bispo da Diocese de Penedo.
Aos 27 anos de idade, foi ordenado presbítero para a Diocese de Vitória da Conquista e em 17 de março de 2010, foi nomeado bispo de Floriano. Ordenado bispo em 30 de maio de 2010, tomou posse como bispo diocesano no dia 3 de julho desse mesmo ano.
Aos 4 de maio de 2016 foi nomeado pelo Papa Francisco bispo da Diocese de Amargosa no estado da Bahia.
Em 18 de agosto de 2021, foi transferido para a Diocese de Penedo.